# Charlotte Widenfelt
Charlotte Widenfelt, född 27 november 1955, är en svensk konsthistoriker.
Charlotte Widenfelt var en av de sakkunniga i SVT:s Antikrundan under åren 1991–2016. Hon har bland annat keramik och konsthantverk som specialområde. Hon är (2013) intendent vid Uppsala auktionskammare.